# Tahitisk kvinna med en blomma
Tahitisk kvinna med en blomma (danska: Tahitikvinde med en blomst, tahitiska: Vahine no te Tiare) är en oljemålning från 1891 av den franske konstnären Paul Gauguin. Målningen är utställd på Ny Carlsberg Glyptotek i Köpenhamn.
Gauguin kom för första gången till Tahiti i Franska Polynesien i juni 1891. Han strävade då efter ett primitivt naturtillstånd, ett mänskligt ursprung bortom den industrialiserade västliga civilisationen. Han reste tillbaka till Frankrike sommaren 1893, men återvände redan 1895 till Tahiti och stannade där i relativ isolering till sin död 1903. Bland Gauguins andra målningar från Tahiti finns till exempel Tahitiska kvinnor på stranden (1891) och Varifrån kommer vi? Vad är vi? Vart går vi? (1897–1898). Ny Carlsberg Glyptotek äger flera Gauguinmålningar, bland annat Liggande tahitiska kvinnor (1894).